# Isla Foley
La isla Foley (en inglés: Foley Island) es una isla de tierras bajas del archipiélago ártico canadiense, localizada en el territorio de Nunavut, al norte de Canadá. Está ubicada frente a la costa sur de la isla de Baffin, en aguas de la cuenca Foxe y tiene una superficie de 637 km² (63.ª del país y 44.ª de Nunavut)
La isla fue avistada por primera vez en 1948, al igual que las vecinas isla del Príncipe Carlos e isla Air Force, por Albert-Ernest Tomkinson, que pilotaba un Avro Lancaster, miembro de la tripulación de la Real Fuerza Aérea Canadiense (Royal Canadian Air Force).